# 페기 리

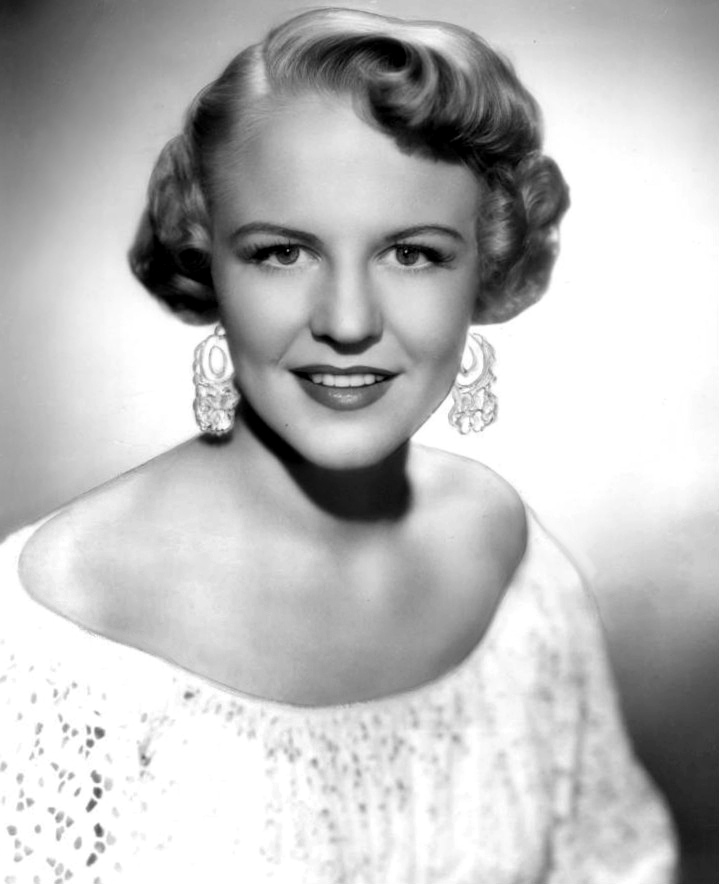
페기 리

페기 리(Peggy Lee, 1920년 5월 26일~2002년 1월 21일)는 미국의 가수이다. 노스다코타주의 제임스타운에서 태어났다.

## 생애
1941년부터 1943년 12월까지 베니 굿맨 악단의 가수로 활동하였으나, 1944년 1월에 독립하였다. 한때 은퇴를 선언하기도 하였으나, 재기하여 미국을 대표하는 팝 가수로 활동하였다. 또한, 작사 및 작곡의 재능도 뛰어나 독특한 허스키 보이스와 교묘한 표현기교가 놀라울 정도이다. 그녀의 음반으로는 《블랙 커피》, 《조개껍데기》, 《뷰티 앤드 더 비트》, 《베이즌 스트리트 이스트》 등 많이 있다.

## 유명세
그녀는 보통적으로 대한민국 국내에서는 《Johnny guitar》라는 노래 작품을 오리지널로 불러 히트한 가수로도 널리 잘 알려져 있으며 미국 남성 가수 밥 에벌리(Bob Eberly)가 오리지널로 부른 노래 작품 《Let there be love》를 리메이크하여 대중적 히트한 가수로도 널리 알려져 있다.